# سافيو نسيريكو
سافيو نسيريكو (بالألمانية: Savio Nsereko) لاعب كرة قدم ألماني الجنسية أوغندي المولد يلعب حاليا لصالح نادي الدرجة الأولى فيورنتينا الإيطالي منذ 2009 في مركز الجناح كما يجيد اللعب في مركز المهاجم .

## روابط خارجية
- سافيو نسيريكو على موقع قاعدة بيانات كرة القدم.إي يو (الإنجليزية)
- سافيو نسيريكو على موقع بيانات كرة القدم. دي إي (الألمانية)
- سافيو نسيريكو على موقع Soccerbase.com (لاعب) (الإنجليزية)
- سافيو نسيريكو على موقع Soccerway.com (الإنجليزية)
- سافيو نسيريكو على موقع عالم كرة القدم.نت (الإنجليزية)
- سافيو نسيريكو على موقع كووورة